# 서울마장초등학교
서울마장초등학교는 대한민국 서울특별시 성동구에 있는 초등학교이다.

## 학교 연혁
- 2005.03.01 개교, 2005학년도 26학급 편성
- 2005.03.01 초대 김선희 교장선생님 취임
- 2005.06.02 개교기념식
- 2005.12.28 서울교육시책 구현 우수학교 교육감 표창
- 2006.02.15 제1회 졸업식 130명 졸업(남 64명, 여 66명)
- 2006.12.19 기본이바로된어린이 우수실천학교 교육감 표창
- 2006.12.28 교육과정 운영 우수학교 교육감 표창
- 2007.02.16 서울교육실행방안 학력신장영역 우수학교 교육장 표창
- 2007.05.11 학교교육계획서 편성 우수학교 교육장 표창
- 2007.06.04 학교도서관대회 최우수학교 선정 및 부총리 겸 교육인적자원부장관 표창
- 2007.10.12 독서토론논술 우수수업동영상 공모전 교육장 표창
- 2007.12.12 기본이 바로된 어린이 우수실천학교 교육감 표창
- 2007.12.28 성동혁신마일리지 우수학교 교육장 표창
- 2007.12.31 ICT활용교육 우수학교 교육장 표창
- 2008.01.25 2007좋은학교 가꾸기 e-멋진학교부문 최우수학교 교육감표창
- 2008.05.13 학교교육과정 운영계획 우수학교 교육장 표창
- 2008.12.23 교육과정 운영 우수학교 교육감 표창
- 2008.12.29 진로교육 실천 우수학교 교육장 표창
- 2009.03.01 제2대 오명환 교장선생님 취임
- 2009.12.18 환경교육 우수학교 교육감 표창
- 2009.12.29 2009학년도 학교평가 우수학교 선정 교육감 표창
- 2009.12.30 2009학년도 반부패,청렴 추진성과 평가 우수상 수상
- 2010.12.20 서울교육대학교 교육실습 협력학교 지정
- 2010.12.30 2010학년도 ICT교육 우수학교 교육감 표창
- 2010.12.30 2010학년도 독서,토론,논술교육 우수학교 교육감 표창
- 2011.02.16 제6회 졸업식(182명 졸업, 남97명, 여85명)
- 2011.03.01 2011학년도 34학급 편성(1007명)
- 2012.03.01 제3대 이이영 교장선생님 취임
- 2013.02.15 제7회 졸업식(188명 졸업, 남105명, 여83명)
- 2013.03.01 2013학년도 36학급 편성(887명)
- 2025.03.01 개교 20주년